# Robert Fruin (Th. Azn)

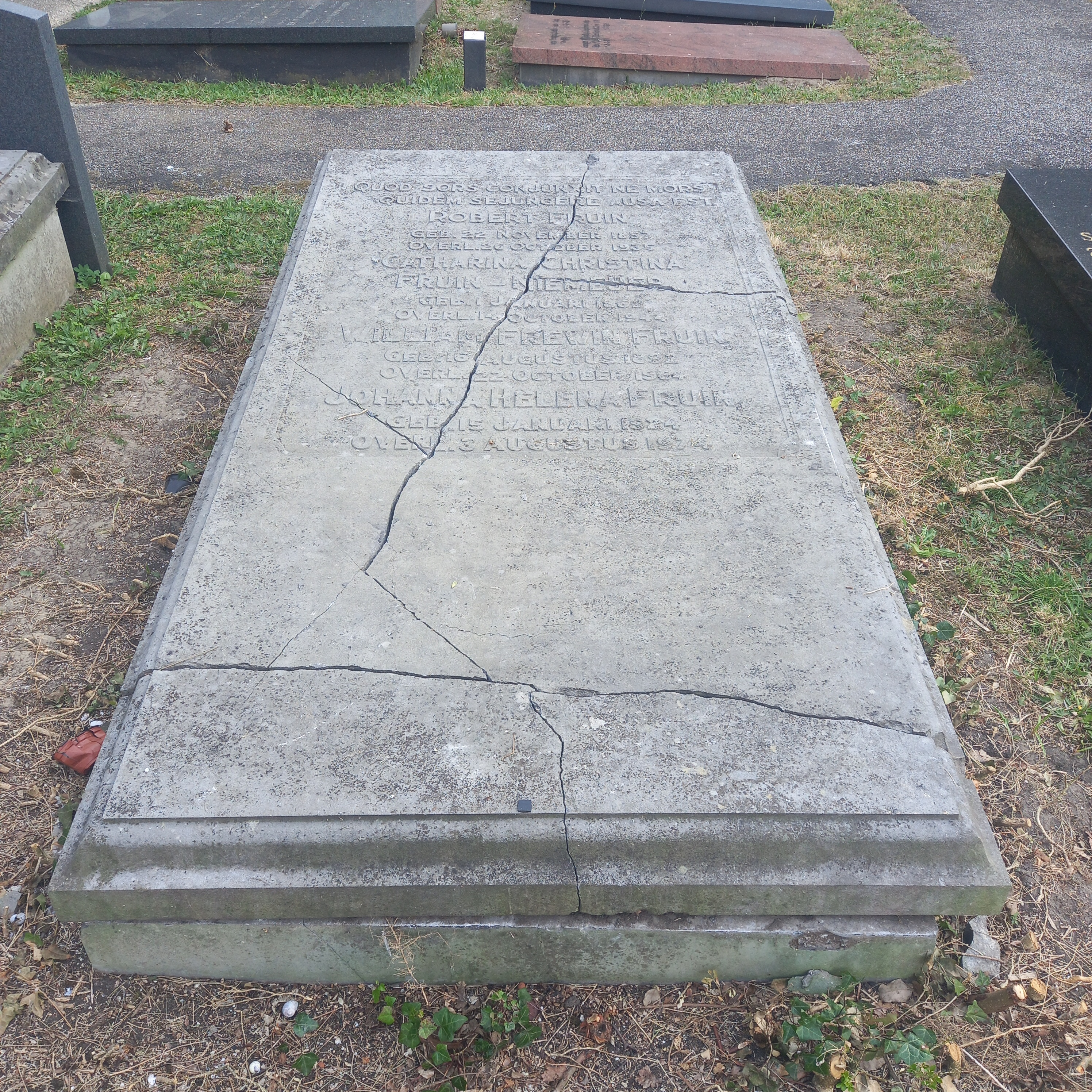
Het graf van Robert Fruin (Th. Azn.) en zijn echtgenote Catharina Christina Niemeijer in gezinsgraf op Algemene Begraafplaats Kerkhoflaan in Den Haag

Robert Fruin (Dordrecht, 22 november 1857 – Den Haag, 26 oktober 1935) was een Nederlands jurist, rechtshistoricus en archivaris. Ter onderscheiding van zijn naamgenoot en oudoom, de historicus Robert Fruin wordt hij meestal aangeduid als zoon van Thomas Anthony, afgekort tot R. Fruin Th.Azn.

## Ambtelijk leven
Fruin studeerde rechtsgeleerdheid aan de Rijksuniversiteit Leiden en promoveerde in 1886. Daarna specialiseerde hij zich in de moderne gemeentelijke administratie, de paleografie, de rechtsgeschiedenis en de archiefwetenschap. Van 1888 tot 1894 werkte hij bij het Rijksarchief in Utrecht, van 1894 tot 1912 was hij rijksarchivaris bij het Rijksarchief in Zeeland te Middelburg en van 1912 tot 1932 was hij algemene rijksarchivaris en hoofd van het Algemeen Rijksarchief (ARA) in Den Haag. Als zijn opvolger polste hij jhr. mr. Toon Martens van Sevenhoven (1880-1952) maar die verkoos rijksarchivaris in de provincie Gelderland te blijven.

## Archiefwetenschap
Tijdens zijn vroege Utrechtse jaren werkte hij onder leiding van de Utrechtse rijks- en gemeentearchivaris Samuel Muller Fz. en kwam hij in aanraking met nieuwe inzichten op het gebied van het ordenen en beschrijven van archieven. Met Muller en Johan Adriaan Feith en vanuit de in 1891 opgerichte Vereeniging van Archivarissen (VAN) publiceerde hij in 1898 het standaardwerk Handleiding voor het ordenen en beschrijven van archieven. Later was hij jarenlang bestuurslid, secretaris en voorzitter van de VAN en redacteur van het Nederlandsch Archievenblad. Ook had hij zitting in talloze commissies die bijdragen leverden aan de totstandkoming van de Archiefwet in 1918.

## Rechtswetenschap
Als rechtshistoricus was Fruin actief in de integrale publicatie van belangrijke rechtsbronnen, meestal onder auspiciën van de Vereeniging tot Uitgave der Bronnen van het Oude Vaderlandsche Recht (OVR), waarvan hij decennialang bestuurslid was. In 1910 werd hij aan de Universiteit van Amsterdam benoemd tot hoogleraar in de encyclopedie der rechtswetenschap en in het oudvaderlands recht en zijn geschiedenis.

## Nevenfuncties
Fruin vervulde ook talloze nevenfuncties. In zijn Middelburgse periode was hij gemeenteraadslid en voorzitter van het Zeeuwsch Genootschap der Wetenschappen. Vanaf 1909 was hij lid van de Commissie voor de 's Rijks Geschiedkundige Publicatiën, vanaf 1919 als voorzitter. 
Uit twee andere functies bleek dat hij al vroeg het belang van de bewaring van beeldmateriaal inzag. In 1919 richtte hij met Hendrik Enno van Gelder en D.S. van Zuiden de Vereeniging Nederlandsch Centraal Filmarchief (NCF) op. De door het NCF verzamelde bestanden vormden uiteindelijk de basis van het latere Nederlands Filmmuseum. In 1929 werd hij voorzitter van de Nederlandse Commissie voor Ikonographische Documentatie, ter bevordering van het registreren van "schilderijen, teekeningen en platen, geteekende en gedrukte kaarten, portretten enz." die als illustratie bij historische publicaties konden worden gebruikt. De verzamelingen en documentatie kwamen uiteindelijk terecht bij het Rijksbureau voor Kunsthistorische Documentatie.